# Акрам Афиф
Акрам Афиф (на арабски: أكرم عفيف) е катарски футболист, който играе като нападател за катарския Ал Садд и националния отбор на Катар. 

## Успехи

### Отборни
Ал Садд
- Катар Старс Лийг (3): 2018–19, 2020–21, 2021–22
- Купа на емира на Катар (2): 2020, 2021
- Купа на Катар (2): 2020, 2021
- Купа шейх Ясим (1): 2019
- Катари Старс Къп (1): 2019-20
- Шампионска лига на АФК (1): 2011

Катар
- Азиатска купа на АФК (1): 2019
- Международен приятелски шампионат (1): 2018

### Индивидуални
- Голмайстор на Катарското първенство: 2019-2020
- Номер 1 по подавания (2): 2018-19, 2019-20
- В идеалния годишен отбор на Катарското първенство (2): 2018-19, 2019-20
- Футболист на годината на Катарското първенство (2): 2018-19, 2019-20
- В идеалният отбор в Купата на Азия: 2019
- Футболист на годината на Азия: 2019
- В идеаланият отбор на Златната купа на КОНКАКАФ: 2021
- Бронзовата топка в Арабската купа: 2021
- В идеалният отбор на Арабската купа: 2021